# Leiobunum bimaculatum
Leiobunum bimaculatum is een hooiwagen uit de familie Sclerosomatidae.